# Братская могила советских воинов (Деконское кладбище)

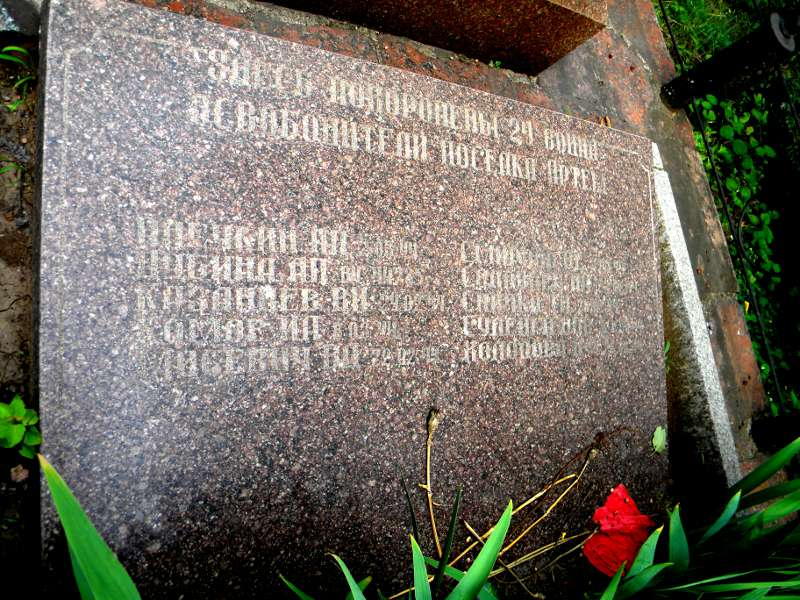

Братская могила советских воинов на Деконском (Кировском) кладбище — памятник Великой Отечественной войны в Саксаганском районе города Кривой Рог Днепропетровской области.

## История
В феврале 1944 года части 188-й стрелковой дивизии 37-й армии освобождали город Кривой Рог. В братской могиле похоронены воины, погибшие при освобождении посёлка имени Артёма.
В 1967 году установлен пирамидальный гранитный обелиск с памятной надписью. Ответственный руководитель проекта — инженер Кудышевский.
8 августа 1970 года, решением № 618 Днепропетровского облисполкома, памятник взят на государственный учёт под охранным номером 1660.

## Характеристика
Братская могила расположена у центральной аллеи Деконского (Кировского) кладбища, откуда к могиле сделан подход размерами 3,4×1,8 м. С остальных сторон братская могила окружена гражданскими захоронениями.
Состоит из братской могилы с обелиском и памятной плитой у подножия.
Обелиск прямоугольной формы с верхней двускатной граню из двух красно-коричневых полированных гранитных блоков размерами по низу 0,7×0,3 м и высотой 2,5 м. На нижнем блоке выгравирована 6-строчная надпись на русском языке: «Вечная память / героям павшим / в боях за свободу / и независимость / нашей Родины / 1941—1945 гг.». Пьедестал из двух красно-коричневых полированных гранитных блоков размерами: нижний 1,2×0,8×0,35 м, верхний 1×0,6×0,55 м, со скошенными верхними торцами.
У подножия обелиска памятная плита из тёмно-розового полированного гранита размерами 1,2×0,9×0,07 м в гранитном ограждении размерами 1,35×1,5 м. Памятная плита верхней частью лежит на ограждении, нижней — на земле внутри ограждения. На плите выгравирована надпись на русском языке: «Тут похоронены 24 воина, / освободители посёлка Артём» и имена погибших.
По состоянию на 2017 год известны данные о 10 погибших воинах-освободителях.